# Vetenskapsåret 2016

## Händelser
- 12 mars - ScienceDirect, Journal of Insect Physiology publicerar en rapport om att växtskyddsmedlet Neonikotinoider, kan minska mängden sperma hos honungsbin.[1]
- 17 mars - US National Library of Medicine, National Institutes of Health publicerar en rapport om att fästingindivider ofta bär på mer än en art av potentiellt sjukdomsorsakande mikroorganismer.[2]
- 23 april - Kvinnliga läkares förening firar 100-årsjubileum.[3]
- 29 april - SBU (Statens beredning för medicinsk och social utvärdering) släpper rapporten Analsfinkterskador vid förlossning.[4]
- 4 augusti - Den amerikanska tidskriften  Proceedings of the National Academy of Sciences (PNAS) beskriver upptäckten av en ny sorts eld; "The blue whirl", som kan komma att minska koldioxidutsläppen och bidra med ett mer miljövänligt sätt att hantera oljeutsläpp i naturen.[5] [6]
- 8 augusti - Forskningsexpeditionen Arctic Ocean 2016 startar.[7]
- 9 augusti - Efter arkeologiska utgrävningar på Cypern av en expedition från Göteborgs universitet presenterar universitetet gravfynd från "en av de rikaste gravarna från sen bronsålder som någonsin påträffats på ön".[8]
- 13 oktober - Naturhistoriska riksmuseet släpper nyheten att hittills okända svamparter upptäckts på en station i Stockholms tunnelbana.[9]
- 7 november - Datorsimulering ger kunskap om ehec-smitta hos nötkreatur, enligt en avhandling av forskare vid Sveriges lantbruksuniversitet.[10]
- 21 november - Aktivister för transsexuellas och ickebinäras rättigheter ockuperar Socialstyrelsens lokaler i protest mot bland annat att transsexualism fortfarande är en psykiatrisk diagnos och tvångsoperationer av intersexpersoner.[11]
- 12 december -  Indian Journal of Arachnology publicerar upptäckten av Eriovixia gryffindori, en spindelart som liknar Godric Gryffindors hatt i böckerna om Harry Potter.[12]
- Maj – För femte och sista året samlas drottningar av vallhumla in i Skåne för transport till England, i ett projekt för att återinföra arten där.[13]
- September – Med hjälp av georadar upptäcktes en tidigare okänd stormannagård på Birka.[14]

### Astronomiochrymdfart

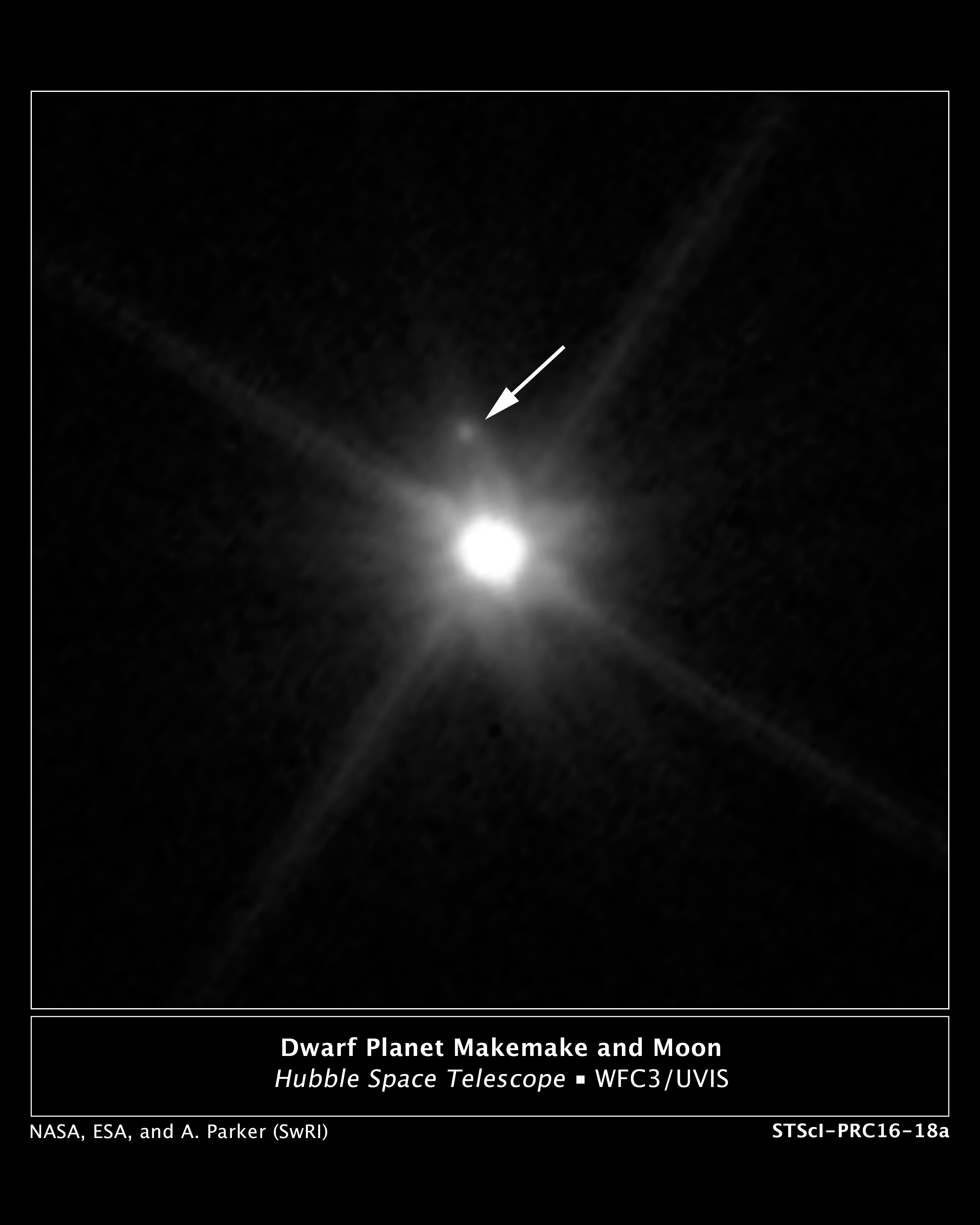
S/2015 (136472) 1

- 26 april - Det meddelas att en naturlig satellit, som tillfälligt namngivits S/2015 (136472) 1, upptäckts i omloppsbana runt dvärgplaneten Makemake.[15]
- 4 juli - Amerikanska rymdsonden Juno går in i omloppsbana runt Jupiter.[16]
- 30 september – Rymdsonden Rosetta med uppdrag att studera kometen 67P/Churyumov-Gerasimenko på nära håll och under lång tid, avslutdes med att sonden kraschades avsiktligt in i kometen utan fullgjort uppdrag efter oförutsedda problem vid landningen.[17]
- November – Den amerikanska astronauten Peggy Whitson, 56, reste på sin tredje rymdexpedition och blev därigenom den äldsta kvinna som varit i rymden.[18]

## Avlidna
- 3 januari – Peter Naur, 87, dansk pionjär inom datavetenskap.[19]
- 31 mars – Imre Kertész, 86, ungersk författare, nobelpristagare i litteratur 2002. [20]
- 30 april – Harry Kroto, 76, brittisk kemist, nobelpristagare i kemi 1996.[21]
- 2 augusti – Ahmed Zewail, 70, egyptisk-amerikansk kemist, nobelpristagare 1999.[22]
- 13 oktober – Dario Fo, 90, italiensk författare, Nobelpristagare i litteratur 1997.[23]
- 10 december – Georg Klein, 91, ungersk-svensk cancerforskare och författare.[24]
- 25 december – Vera Rubin, 88, amerikansk astronom.[25]

### Fotnoter
1. ↑  ”Sperm viability and gene expression in honey bee queens (Apis mellifera) following exposure to the neonicotinoid insecticide imidacloprid and the organophosphate acaricide coumaphos” (på engelska). Journal of Insect Physiology 89:  sid. 1–8. 2016-06-01. doi:10.1016/j.jinsphys.2016.03.004. ISSN 0022-1910. https://www.sciencedirect.com/science/article/pii/S0022191016300270. Läst 31 maj 2018.
2. ↑  Moutailler, Sara; Valiente Moro, Claire; Vaumourin, Elise; Michelet, Lorraine; Tran, Florence Hélène; Devillers, Elodie (2016-03-17). ”Co-infection of Ticks: The Rule Rather Than the Exception”. PLoS Neglected Tropical Diseases 10 (3). doi:10.1371/journal.pntd.0004539. ISSN 1935-2727. PMID 26986203. PMC: PMC4795628. https://www.ncbi.nlm.nih.gov/pmc/articles/PMC4795628/. Läst 31 maj 2018.
3. ↑  ”www.lakartidningen.se”. http://www.lakartidningen.se/Aktuellt/Nyheter/2016/04/En-lang-resa-for-kvinnliga-lakare/. Läst 29 december 2017.
4. ↑  ”www.sbu.se”. http://www.sbu.se/sv/publikationer/SBU-utvarderar/analsfinkterskador-vid-forlossning/. Läst 29 december 2017.
5. ↑  ”m3.idg.se”. https://m3.idg.se/2.1022/1.663174/forskare-har-upptackt-ny-form-av-eld. Läst 30 december 2017.
6. ↑  ”umdrightnow.umd.edu”. Arkiverad från originalet den 31 december 2017. https://web.archive.org/web/20171231051455/https://umdrightnow.umd.edu/news/newly-discovered-blue-whirl-fire-tornado-burns-cleaner-reduced-emissions. Läst 30 december 2017.
7. ↑  ”polarforskningsportalen.se”. http://polarforskningsportalen.se/arktis/expeditioner/arctic-ocean-2016. Läst 30 december 2017.
8. ↑  ”www.gu.se”. Arkiverad från originalet den 29 december 2017. https://web.archive.org/web/20171229232140/https://www.gu.se/omuniversitetet/aktuellt/nyheter/detalj//sensationellt-gravfynd-i-bronsaldersstad-pa-cypern.cid1389103. Läst 29 december 2017.
9. ↑  ”www.nrm.se”. Arkiverad från originalet den 29 december 2017. https://web.archive.org/web/20171229231837/http://www.nrm.se/forskningochsamlingar/forskningsnyheter/arkivforskningsnyheter/2016/forskningsnyheter2016/heltnyasvamparterupptacktaistockholmstbana.9003697.html. Läst 29 december 2017.
10. ↑  ”pub.epsilon.slu.se”. https://pub.epsilon.slu.se/13821/. Läst 30 december 2017.
11. ↑  ”www.svt.se”. https://www.svt.se/nyheter/lokalt/stockholm/transpersoner-har-ockuperat-socialstyrelsen. Läst 29 december 2017.
12. ↑  ”Wayback Machine”. 12 december 2016. Arkiverad från originalet den 12 december 2016. https://web.archive.org/web/20161212031703/http://indianarachnology.com/ija/wp-content/uploads/2016/12/ija_2016_v5_n1_2_p7_24_27.pdf. Läst 31 maj 2018.
13. ↑  ”sverigesradio.se”. http://sverigesradio.se/sida/artikel.aspx?programid=96&artikel=6431318. Läst 29 december 2017.
14. ↑  ”www.su.se”. Arkiverad från originalet den 29 december 2017. https://web.archive.org/web/20171229232134/http://www.su.se/forskning/profilomr%C3%A5den/kulturarv-historiska-artefakter-processer/tidigare-ok%C3%A4nd-stormannag%C3%A5rd-uppt%C3%A4ckt-p%C3%A5-birka-1.316128. Läst 29 december 2017.
15. ↑  Angelica Söderberg (27 april 2016). ”SpaceX satsar på raket för mikrosatelliter”. Ny teknik. http://www.nyteknik.se/innovation/spacex-satsar-pa-raket-for-mikrosatelliter-6543535. Läst 4 maj 2016.
16. ↑  ”Juno i omloppsbana kring Jupiter”. Sveriges radio. 5 juli 2016. http://sverigesradio.se/sida/artikel.aspx?programid=2151&artikel=6467543. Läst 9 juli 2016.
17. ↑  ”Arkiverade kopian”. Arkiverad från originalet den 16 oktober 2017. https://web.archive.org/web/20171016013855/http://m.esa.int/Our_Activities/Space_Science/Rosetta/Rosetta_finale_set_for_30_September. Läst 15 oktober 2017.
18. ↑  ”www.npr.org”. https://www.npr.org/sections/thetwo-way/2016/11/20/502798752/at-56-peggy-whitson-becomes-oldest-female-astronaut. Läst 30 december 2017.
19. ↑  ”www.computerworld.dk”. https://www.computerworld.dk/art/235905/den-verdensberoemte-it-dansker-peter-naur-er-doed. Läst 29 december 2017.
20. ↑  ”Nobelpristagaren Imre Kertész är död”. svt.se. http://www.svt.se/kultur/imre-kertesz-dod. Läst 31 mars 2016.
21. ↑  Harry Kroto (1939-2016): A salesman of science in the best sense of the term
22. ↑  http://mobile.reuters.com/article/idUSKCN10D2CP
23. ↑  Åkesson, Hanna. ”Nobelpristagaren Dario Fo är död”. Svenska Dagbladet. http://www.svd.se/nobelpristagaren-dario-fo-ar-dod/om/kultur. Läst 13 oktober 2016.
24. ↑  ”Georg Klein har avlidit”. ki.se. Arkiverad från originalet den 12 december 2016. https://web.archive.org/web/20161212114612/http://ki.se/nyheter/georg-klein-har-avlidit. Läst 11 december 2016.
25. ↑  ”www.theguardian.com”. https://www.theguardian.com/science/2017/jan/01/vera-rubin-obituary. Läst 30 november 2017.